# Бениці (округ Мартін)
Бениці (словац. Benice) — село, громада округу Мартін, Жилінський край, регіон Турєц. Кадастрова площа громади — 2,15 км².
Населення 343 осіб (станом на 31 грудня 2024 року). Протікає Валчанський потік.

## Історія
Бениці згадується 1267 року.

## Населення
| Рік:            | 1994. | 2004.   | 2014.    | 2024.   |
| --------------- | ----- | ------- | -------- | ------- |
| Кількість осіб: | 276   | 288     | 353      | 343     |
| Різниця:        |       | +4,34 % | +22,56 % | -2,83 % |

| Рік:            | 2023. | 2024.   |
| --------------- | ----- | ------- |
| Кількість осіб: | 344   | 343     |
| Різниця:        |       | -0,29 % |